# فوسفول
الفوسفول هو مركب فوسفور عضوي صيغته C4H5P ويوجد على شكل سائل عديم اللون.
يعد المركب من المركبات الحلقية غير المتجانسة، وهو مشابه بنيوي للبيرول. تدعى مشتقات هذا المركب باسم الفوسفولات.

## التحضير
تحضر مشتقات الفوسفول عادة وفق تفاعل ماك كورماك:
يمكن إزالة مجموعة الفينيل لاحقاً بالتفاعل مع ن-بوتيل الليثيوم. يستحصل على المركب الأم من إجراء عملية برتنة عند درجات حرارة منخفضة لمركب فوسفوليد الليثيوم.

## الخواص
على العكس من المشابهات من الحلقات الخماسية غير المتجانسة مثل البيرول والثيوفين والفوران فإن عطرية هذا المركب منخفضة بشكل كبير، وذلك يعود إلى مقاومة الفوسفور لتحريك الزوج غير الرابط. يؤدي غياب الخاصية العطرية إلى ارتفاع النشاط الكيميائي لهذا المركب ومشتقاته؛ حيث تدخل الفوسفولات في عدد من التفاعلات مثل الإضافة الحلقية والتكاثف وغيرها.
من المشتقات المعروفة مركب خماسي فينيل الفوسفول، والذي حضر أول مرة سنة 1959.

## الاستخدمات
يستخدم المركب ربيطةً في تفاعلات الكيمياء العضوية الفلزية.